# Kapi Gábor
Kapi-vári Kapi Gábor (Kapi (Sáros megye), 1658. augusztus 28. – 1728. március 24.) bölcseleti és teológiai doktor, Jézus-társasági áldozópap és akadémiai rektor.

## Életútja
Kapi János és Vitéz Klára fia. Bécsben tanult és 1673-ban szüleinek ellenzése dacára, ugyanott a jezsuitarendbe lépett. A bölcselet elvégzése után Styrben két évig ékesszólástant és költészetet tanított, mire tanulmányainak folytatása végett ismét Bécsbe ment.
Midőn a törökök Ausztriát fenyegették, Csehországba küldték, hol a prágai egyetemen a teológiát adta elő. Ausztriába visszahivatván, a négy próbaév letelte után bölcseleti s teológiai doktor lett és a humaniorákat tanította Bécsben. Azután Nagyszombatban a bölcseletet négy évig, a teológiát pedig két évig tanította.
A katolikus hit terjesztésére küldetvén, Gyöngyösön, Pécsett és Komáromban hitszónok volt. A nagyszombati egyetemen 1708-09-ben rektor, az utóbbi évben egyszersmind kancellár, ugyanaz 1713-16-ban. Innét ismét hittérítő minőségben működött Gyöngyösön, öt, Kolozsvárt hat évig és ugyancsak hat évig állott az erdélyi missió élén.
Az ő működésének tulajdonítják, hogy a jezsuiták Erdélybe, honnét egy századik száműzve voltak, tulajdon szerzetesi ruhájokban ismét visszaköltözhettek. Kapi mint vikárius a nagyszombati rendházban egy évig, Trencsénben háromig működött, azután a nagyszombati egyetem rektora volt; végre a pozsonyi rendház főnöke lett.

## Munkái
- Vienna Austriae defensa, et liberata auspiciis Leopoldi I. ac armis Mahomethi IV. oppugnata. Dramatibus tribus proposita. Viennae, 1686 (névtelenül)
- Selecta Sapientum Apophthegmata. Reverendis Nobilibus ac Eruditis Dominis Quinque Seminariorum Juventutis Ungaricae, sacrae, profonaeque. Tyrnaviae Alumnis dum In Alma Archiepiscopoli Universitate Tyrnaviensi prima AA. LL. & Philosophiae laureâ decorarentur Promotore ... Tyrnaviae, 1690
- Fasciculus Oratorius ex Campo Eloquentiae Tyrnaviensis Collectus ... Uo. 1691
- Allocutio salutatoria in Ingressu solemni Christiani Augusti Card. et Archiep. Strigon. in Basilicam D. Nicolai. Ugyan ott, 1713
- Institutiones Christianae de Sacrosancta et Individua Trinitate ac de verto incarnato adversus hostes utriusque divinissimi mysterii veteres et recentiores. Uo. 1720-24, 1732, 1764 és 1774
- Institutiones Christianae de analysi fidei. De recto usu sacrae scripturae. De analysi haereseos. De notis haereseos. Uo. 1737